# علية معكوسة

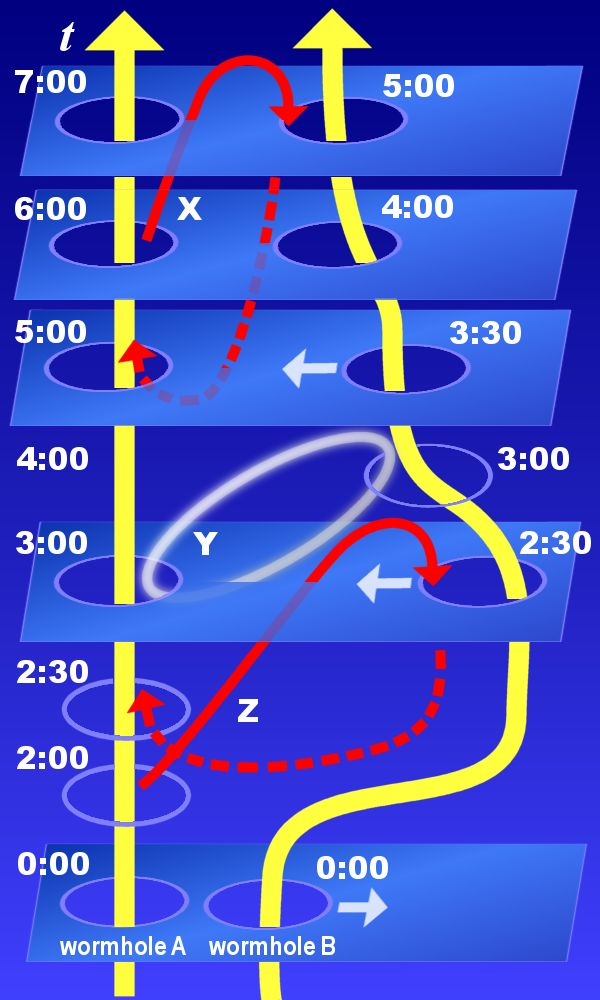

العلية المعكوسة في الفيزياء وغيره عبارة عن أي ظواهر أو عمليات فرضية تعكس العلية، أي يجوز فيها للمعلول أن يسبق العلة.